# پال شوگربیکر
پال شوگربیکر (انگلیسی: Paul Sugarbaker؛ زادهٔ ۲۸ نوامبر ۱۹۴۱) جراح آمریکایی «مؤسسهٔ سرطان واشینگتن» است. او به‌خاطر توسعهٔ روش‌های جراحی انکولوژی شکم، از جمله جراحی کاهش‌دهنده سلولی و به دنبال آن شیمی‌درمانی گرمایشی داخل صفاقی یا «های‌پک»، شناخته می‌شود که بدان «روش شوگربیکر» هم گفته می‌شود. وی در سال ۱۹۶۷ از دانشکدهٔ پزشکی دانشگاه کرنل فارغ التحصیل شد و دوره دستیاری تخصصی را در بیمارستان بریگهام و زنان طی کرد. پس از آن به مدت ۱۰ سال به عنوان پژوهشگر ارشد در مؤسسه ملی سرطان فعالیت کرد. او رئیس دپارتمان جراحی انکولوژی در «دانشکدهٔ پزشکی دانشگاه اموری» و رئیس دپارتمان جراحی انکولوژی در «مؤسسهٔ سرطان واشینگتن» و بیمارستان مدستار واشینگتن بود.